# Дальневосточный юридический институт МВД России
Дальневосточный юридический институт Министерства внутренних дел Российской Федерации имени И.Ф. Шилова — высшее военно-учебное заведение, основанное 21 июля 1921 года, осуществляющее подготовку офицерских кадров для органов внутренних дел Министерства внутренних дел Российской Федерации.
День годового праздника — 21 июля.

## Основная история
21 июля 1921 года Постановлением ВЦИК в городе Чита была создана Первые инструкторские курсы милиции НКВД РСФСР, а 6 августа того же года на её базе была создана Центральная милицейская инструкторская школа НКВД РСФСР со сроком обучения шесть месяцев. 13 ноября 1921 года был произведён первый выпуск школы. Учебная структура школы делилась на три курса обучения: обще-и узко-специальный (организация службы и устав милиции, уголовное право, судопроизводство, судебная медицина и стрелковое дело) и общеобразовательный (история, география, математика, природоведение и основы политэкономии). 
29 ноября 1922 года Центральная милицейская инструкторская школа была переименована в Центральную милицейскую школу командного состава рабоче-крестьянской милиции. В 1924 году школа была передислоцирована в город Хабаровск. 10 апреля 1925 года Приказом народного комиссара РСФСР № 53 школа была награждена Почётным Красным Знаменем. 1 октября 1928 года Приказом народного комиссара РСФСР В. Н. Толмачёва Центральную милицейскую школу командного состава рабоче-крестьянской милиции была переименована в Дальневосточную краевую школу административно-милицейских работников. 
В 1929 году школа была переведена в город Благовещенск и в 1930 году Приказом народного комиссара СССР школа была вновь переименована в Восьмую школу административно-милицейских работников НКВД СССР, для подготовки среднего и старшего начального состава милиции, срок обучения в школе был установлен два года. В 1938 году 8-я школа была переименована в Благовещенские курсы по переподготовке начального состава милиции НКВД СССР, заняв лидирующее положение по переподготовке милицейских кадров начального состава на территории  Дальнего Востока. В 1941 году в период Великой Отечественной войны личный состав школы убыл на фронт и принимал участие в боевых действиях в составе Ленинградского фронта.
29 июля 1946 года Приказом по МВД СССР курсы были передислоцированы в город Хабаровск и получили наименование  Хабаровские курсы подготовки оперативного состава милиции МВД СССР, с 1948 по 1950 год курсами было выпущено более пятисот милицейских кадров. 15 июля 1952 Постановлением Совета Министров СССР № 3171-1246  курсы  были переименованы в Хабаровскую специальную среднюю школу МГБ СССР (с 1953 года — МВД СССР), со сроком обучения два года, для осуществления подготовки начальствующего состава милиции. Каждый год школа производила выпуск до трёхсот офицеров милиции получивших среднее юридическое образование. 25 июня 1979 года Постановлением Совет Министров СССР Хабаровская средняя школа милиции была переименована в  высшую школу МВД СССР, для подготовки оперативных и следственных работников милиции со сроком обучения четыре года. В учебную структуру высшей школы были включены четырнадцать кафедр по специальным и общим дисциплинам, а так же факультет заочного обучения.     
С 1990 года школа была переименована в Хабаровскую высшую школу МВД РСФСР, в 1996 году в — Хабаровскую высшую школу МВД РФ. 24 января 1998 года Распоряжением Правительства Российской Федерации № 80-р Хабаровская высшая школа МВД была преобразована в Дальневосточный юридический институт МВД, срок обучения был повышен до пяти лет. В структуру института входят пять факультетов и семнадцать кафедр, адъюнктура и филиал в городе Владивосток.
27 января 2024 года Распоряжением Правительства Российской Федерации №167-р Дальневосточный юридический институт МВД России переименован в Дальневосточный юридический институт Министерства внутренних дел Российской Федерации имени И.Ф. Шилова

## Структура

### Факультеты
- Юридический факультет
- Факультет правоохранительной деятельности
- Факультет переподготовки и повышения квалификации
- Факультет профессиональной подготовки
- Факультет заочного обучения

### Кафедры
- Кафедра оперативно-розыскной деятельности ОВД
- Кафедра профессиональной служебной подготовки
- Кафедра психологии и педагогики
- Кафедра социально-гуманитарных и экономических дисциплин
- Кафедра специальных дисциплин
- Кафедра тактико-специальной подготовки
- Кафедра уголовного права и криминологии
- Кафедра уголовного процесса
- Кафедра физической подготовки
- Кафедра административного права и административно-служебной деятельности ОВД
- Кафедра государственно-правовых дисциплин
- Кафедра гражданско-правовых дисциплин
- Кафедра иностранных языков
- Кафедра информационного и технического обеспечения органов внутренних дел
- Кафедра криминалистики
- Кафедра общеправовых дисциплин
- Кафедра огневой подготовки

### Филиалы
- Владивостокский филиал (в составе девяти кафедр и двух факультетов)

## Руководители
- 1921—1922 — А. И. Абрамов
- 1922—1923 — А. В. Нахлупин
- 1923—1925 — Н. В. Главацкий
- 1929—1932 — В. И. Химионов
- 1932—1935 — А. И. Ушаков
- 1940—1941 — полковник Е. С. Серпевцев
- 1941—1948 — полковник В. П. Ширяев
- 1948—1954 — полковник Я. И. Наумочкин
- 1954—1963 — полковник М. П. Еськин
- 1963—1966 — полковник Н. И. Курников
- 1966—1972 — полковник В. А. Текутьев
- 1972—1979 — полковник В. Г. Журавлёв
- 1979—1980 — полковник В. В. Соловьёв
- 1980—1986 — полковник В. А. Текутьев
- 1986—1999 — генерал-майор В. Г. Кутушев
- 2000—2004 — генерал-майор В. Н. Бойко
- 2004—2008 — генерал-майор А. А. Михайличенко
- 2008—2015 — генерал-майор А. С. Бахта
- с 2016 - 2023  — генерал-майор А. А. Андреев
- с 2024 — генерал-майор А.В. Буховец